# تشارلز ك. فليتشير
تشارلز ك. فليتشير (بالإنجليزية: Charles K. Fletcher)‏ هو سباح وسياسي أمريكي، ولد في 15 ديسمبر 1902 في سان دييغو في الولايات المتحدة، وتوفي بنفس المكان في 29 سبتمبر 1985. حزبياً، نشط في الحزب الجمهوري. وقد انتخب عضو مجلس النواب الأمريكي.